# 壁洲文昌阁
壁洲文昌阁，位于中国福建省连城县莒溪镇壁洲村，为一个省级文物保护单位，类型为古建筑，为第五批福建省文物保护单位，公布时间为2001年1月20日。
壁洲文昌阁的历史年代为清。